# Moment of Truth: Cradle of Conspiracy
Moment of Truth: Cradle of Conspiracy is een televisiefilm uit 1994 onder regie van Gabrielle Beaumont. 
De film is gebaseerd op waargebeurde feiten en gaat over een tiener die haar uiterste best doet om de harde eisen van haar moeder te vervullen, terwijl haar vriendje haar ondertussen zwanger probeert te maken, zodat hij de baby kan verkopen.

## Bezetting
| Acteur            | Personage       |
| ----------------- | --------------- |
| Dee Wallace-Stone | Suzanne Guthrie |
| Danica McKellar   | Kristin Guthrie |
| Carmen Argenziano | Jack Guthroe    |
| Kurt Deutsch      | Kenny           |
| Geoffrey Thorne   | Gary Pritchard  |
| Ellen Crawford    | Lorna Gill      |
| Merle Kennedy     | Janine          |
| Shannon Fill      | Pami            |
| Jamie Luner       | Donna           |
| Burke Byrnes      | Officier Otis   |